# Wellington Cemetery Rieux-en-Cambrésis
Le cimetière « Wellington Cemetery Rieux-en-Cambrésis » est un cimetière militaire  de la Première Guerre mondiale situé sur le territoire de la commune de Rieux-en-Cambrésis, Nord. 

## Localisation
Ce cimetière est situé a la sortie du bourg, à l'intersection des routes D114 et D118, route d'Iwuy.

## Historique
Occupée dès la fin août 1914 par les troupes allemandes, Rieux est restée loin des combats jusqu'au 11 octobre 1918 date à laquelle le bourg a été le théâtre de violents combats entre les troupes britanniques et allemandes pour la prise du secteur. Ce cimetière a été créé à cette période pour inhumer les victimes britanniques et canadiennes, pour la plupart tombées le 11 octobre 1918 .

## Caractéristique
Il y a maintenant 306 victimes du Commonwealth commémorées sur ce site, dont 81 ne sont pas identifiées.

## Sépultures
| Pays        | Sépultures |
| ----------- | ---------- |
| Royaume-Uni | 289        |
| Canada      | 17         |
| Total       | 306        |

### Liens Externes
http://www.inmemories.com/Cemeteries/wellington.htm